# Oro (Tredici Pietro)
Oro è un singolo del rapper italiano Tredici Pietro, in collaborazione con il rapper italiano Mecna, pubblicato il 14 aprile 2021 come unico estratto dal secondo EP X questa notte.

## Descrizione
Prodotto dal producer Andry The Hitmaker, Il brano è stato inserito anche nel primo album in studio Solito posto, soliti guai di Tredici Pietro.

## Video musicale
Il video musicale, diretto da Nicola Bussei, è stato pubblicato in concomitanza all'uscita del brano attraverso il canale YouTube del rapper.

## Tracce
Testi di Pietro Morandi e Corrado Grilli, musiche di Andrea Moroni.
1. Oro (feat. Mecna) – 2:57